# Intars Dambis
Intars Dambis (3. september 1983 i Gulbene i Lettiske SSR) er en lettisk bobslædekører, der har konkurreret i sportsgrenen siden 2002. Han vandt sammen med Daumants Dreiškens, Oskars Melbārdis og Jānis Miņins en bronzemedalje i firemands-bobslæde under VM i bobslæde og skeleton 2009 i Lake Placid.